# 水曜エンタ
『水曜エンタ』（すいようエンタ）はテレビ東京系列で2015年10月7日から2017年3月22日まで、毎週水曜 21:00 - 22:48（JST）で放送されていた単発特別番組枠である。

## 概要
2011年10月から2015年9月16日まで放送されていた『水曜ミステリー9』後継の2時間の単発枠。同枠は本枠の一企画に降格し、継続。今まで放送された『女と愛とミステリー』と『水曜ミステリー9』は2時間ドラマ単独で、2009年4月から2010年9月まで放送された『水曜シアター9』は映画枠（不定期でドラマも放送）だったのに対し、当番組は新たにバラエティ番組などを放送する。なお、2時間ドラマ（サスペンスもの）では『水曜ミステリー9』の枠タイトルを一企画扱いで継続する。
また、それまで水曜20:00番組（通常は『ソレダメ!〜あなたの常識は非常識!?〜』）からの接続はジャンクション・ステブレ入りだったが、20時台ミニ番組が廃止された事で、接続はステブレレスに変更された。
開始時にはタイトルロゴが右上または左上に5秒ほど表示される。
2015年10月28日から11月11日までの3週間は『水曜エンタ・水曜ミステリー9』の企画で「〜特選! 秋の旅情サスペンス〜」としてドラマを放送した。
2016年7月6日は『水曜ミステリー9特別企画 乃南アサ サスペンス「鎖 女刑事 音道貴子」』として放送され、『水曜エンタ・水曜ミステリー9』で番組公式サイトで番組特製クオカード5000円分が当たるプレゼントクイズを開始した。
前番組『水曜ミステリー9』同様に、1ヶ月に1回程度特番やスペシャルドラマなどで番組自体が休止となっているが、特に2016年8月以降休止が多発している。また、2016年9月14日に「検事・沢木正夫4 自首」が放送されて以降3ヶ月にわたり『水曜エンタ・水曜ミステリー9』が1回も放送されなかったが、2016年12月14日に「駐在刑事4」が放送されてからは、2017年1月4日を除いて新作を2017年2月8日まで毎週放送された。このため、2017年1月は正月以外は、バラエティー番組などは、1回も放送されなかった。
なお、本枠は『水曜ミステリー9』時代とは異なり、不定期に前座のスペシャル番組の関係から、開始時刻を繰り下げた上で短縮放送とすることがあった（ただし、本枠で『水曜ミステリー9』を放送する場合にこのような措置は一切とられていない）。
2017年4月19日より、『家、ついて行ってイイですか?』が同年3月18日まで放送していた土曜19:54 - 20:54枠から本時間帯に枠移動・拡大するため、当番組は同年3月22日をもって終了。本枠としての最終回は、先述した4月19日から本枠の後番組となる『家、ついて行ってイイですか?』の2時間スペシャルであった。
新作のミステリー作品は3月5日・19日・26日の『日曜ミステリー』（関東ローカル）の枠で放送された。
同枠終了後の2017年4月以降、同時間や『金曜8時のドラマ』枠などで不定期に特別企画として、ミステリーなどの2時間ドラマが放送されていたが、2020年4月より毎週月曜20:00 - 21:54にミステリーなどの2時間ドラマを中心に、『世界!ニッポン行きたい人応援団』等のバラエティも放送する単発特番枠『月曜プレミア8』が設置されることになった。

## 放送内容

### テレビドラマ

#### シリーズ作品（水曜ミステリー9（第2期）から）
- 逆転弁護士ヤブハラ 主演：長塚京三 原作：夏樹静子
- 信州山岳刑事 道原伝吉 主演：松平健 原作：梓林太郎
- ドクターハート 薮田公介の事件カルテ 主演：中村梅雀
- 嫌われ監察官 音無一六〜警察内部調査の鬼〜 主演：小日向文世
- 犯罪科学分析室 電子の標的 主演：伊原剛志 原作：濱嘉之
- ソタイ 組織犯罪対策課 主演：遠藤憲一
- 諏訪のスゴ腕警察医 主演：高橋英樹
- 金沢のコロンボ 主演：三宅裕司
- 検事・沢木正夫 主演：寺脇康文 原作：小杉健治
- 駐在刑事 主演：寺島進 原作：笹本稜平　→　金曜8時のドラマ枠でレギュラー放送（2018年10月〜）
- 特命おばさん検事! 花村絢乃の事件ファイル 主演：麻生祐未
- トカゲの女 警視庁特殊犯罪バイク班 主演：黒谷友香

#### シリーズ作品（女と愛とミステリーから）
- さすらい署長 風間昭平 主演：北大路欣也 原作：中津文彦 製作：C.A.L
- 旅行作家・茶屋次郎 主演：橋爪功 原作：梓林太郎 製作：オセロット
- 多摩南署たたき上げ刑事・近松丙吉 主演：伊東四朗 製作：ザ・ワークス
- 警視庁強行犯係・樋口顕 主演：内藤剛志 原作：今野敏

#### シリーズ作品（水曜エンタ・水曜ミステリー9から）
- 警視庁特命刑事☆二人 主演：松重豊　原作：佐々木譲

#### 単発作品
- 軽井沢駐在犬日誌 主演：小林稔侍
- お助け司法書士! 主演：片平なぎさ
- マザー 強行犯係の女〜傍聞き〜 主演：南果歩
- 警視庁さくらポリス〜最強の姉妹捜査官〜 主演：大塚寧々
- 共犯 元刑事 永井耕作の誘拐捜査 主演：橋爪功 原作：深谷忠記
- 女刑事 音道貴子 主演：小池栄子 原作：乃南アサ
- 保険犯罪調査員 佐伯初音 空白の起点 主演：松下由樹 原作：笹沢佐保

### バラエティ
- ニッポンお騒がせ人物伝2 "悪女"が流した"涙"の真相SP
- 世界の衝撃ストーリー（2015年11月18日、2016年3月9日、4月6日、5月4日、6月15日、7月27日、10月19日）
  - 本枠最多の7回放送。
- 家、ついて行ってイイですか?（2015年11月25日、2016年2月17日、2017年3月22日）
  - すでにレギュラー放送を行っている番組であるが、本枠で不定期に2時間SPを放送した実績がある。
  - 2017年4月19日より本枠の後番組として、土曜19時54分 - 20時54分枠から放送時間を移動・拡大の上、ネットワークセールス枠に昇格。
- トラック乗り継ぎの旅
- 世界が驚く職人技 ニッポン大好き外国人No.1決定戦
- 今 知っておきたい 世界のキケン地帯に住む人々
- 証言者がスクープの裏側を激白!あの事件の知らなかったコトSP
- 昔ココ住んでました!っと芸能人が訪ねてくるTV（2016年6月22日）
  - 第2弾は2018年1月27日に土曜スペシャル枠で放送された。
- 目撃スクープ！私、そこにいました。
- アスリート波瀾万丈 崖っぷちからの大逆転SP3
- わたしはワケあり成功者〜ドン底からの逆転学〜
- 世界に挑む!映像ファイトSHOW 日本人が超えてみた!!

### 映画
- 超高速!参勤交代

## 過去の放送

### テレビドラマ

#### シリーズ作品（女と愛とミステリーから）
- 刑事吉永誠一 涙の事件簿 主演：船越英一郎 原作：黒川博行 製作：ホリプロ - 2013年10月から12月までと2014年10月から12月まで『金曜8時のドラマ』枠で連続ドラマが放送されていた。2016年12月28日（水曜だが、本枠外で放送）をもって完結した。

## ネット局
| 放送対象地域  | 放送局                | 系列           | 放送時間             |
| ------------- | --------------------- | -------------- | -------------------- |
| 関東広域圏    | テレビ東京 【制作局】 | テレビ東京系列 | 水曜日 21:00 - 22:48 |
| 北海道        | テレビ北海道          | テレビ東京系列 | 水曜日 21:00 - 22:48 |
| 愛知県        | テレビ愛知            | テレビ東京系列 | 水曜日 21:00 - 22:48 |
| 大阪府        | テレビ大阪            | テレビ東京系列 | 水曜日 21:00 - 22:48 |
| 岡山県 香川県 | テレビせとうち        | テレビ東京系列 | 水曜日 21:00 - 22:48 |
| 福岡県        | TVQ九州放送           | テレビ東京系列 | 水曜日 21:00 - 22:48 |
| 岐阜県        | ぎふチャン            | 独立局         | 水曜日 21:00 - 22:48 |
| 滋賀県        | びわ湖放送            | 独立局         | 水曜日 21:00 - 22:48 |
| 奈良県        | 奈良テレビ            | 独立局         | 水曜日 21:00 - 22:48 |
| 和歌山県      | テレビ和歌山          | 独立局         | 水曜日 21:00 - 22:48 |

- 名阪地区の独立局4局については、同時ネットとはいえあくまで番販ネットであり、自主編成（県議会ダイジェスト、高校野球ハイライトなど）のために臨時非ネットまたは遅れネットとすることがあった。

## 備考
- 2015年
  - 10月14日は『THEカラオケ★バトル』4時間SP（第1部18:57 - 20:35、第2部20:39 - 22:48）を放送のため休止。
  - 12月2日は『世界の衝撃ストーリー UFO&宇宙人!徹底解明4時間SP』（第1部18:57 - 20:10、第2部20:14 - 22:48）を放送のため休止。
  - 12月30日は『日本人として知っておくべき 戦後の51人』（20:54 - 翌0:05）を放送のため休止。
- 2016年
  - 2月10日は『ドラマスペシャル最上の名医2016』（21:00 - 23:08）を放送のため休止。
  - 3月2日は『世界卓球2016 女子「 日本× ドイツ」』中継（21:00 - 翌0:18）を放送のため休止。
  - 3月16日は『THEカラオケ★バトル』4時間SP（第1部18:57 - 20:35、第2部20:39 - 22:48）を放送のため休止。
  - 3月30日は『松本清張特別企画 喪失の儀礼』（21:00 - 23:08）を放送のため休止。
  - 4月6日は『世界の衝撃ストーリー』を放送するが、『THEカラオケ★バトル』3時間SP（第1部18:55 - 19:00、第2部19:00 - 22:00）を放送のため、60分繰り下げ・40分短縮し、22:00 - 23:08での放送となった。
  - 4月27日は『FPコンサルタンツスペシャル プロボクシング トリプル世界タイトルマッチ』（21:00 - 22:48）を放送のため休止。
  - 5月25日は『水曜ミステリー9・共犯 元刑事 永井耕作の誘拐捜査』を放送する予定であったが、『2016年全仏オープンテニス2回戦・錦織圭×アンドレイ・クズネツォフ戦』（21:00 - 23:48）に差し替えられたため、翌週6月1日に順延。
  - 6月22日は『昔ココ住んでました!っと芸能人が訪ねてくるTV』を放送するが、『THEカラオケ★バトル』3時間SP（第1部18:55 - 19:00、第2部19:00 - 21:54）を放送のため、54分繰り下げ・短縮し、21:54 - 22:48での放送となった。
  - 6月29日は『テレ東音楽祭(3)』（第1部18:25 -19:00、第2部19:00 - 22:48）を放送のため休止。
  - 8月3日は、『最恐映像ノンストップ4』（18:55 - 22:00）および『孤独のグルメスペシャル! 真夏の東北・宮城出張編』（22:00 - 23:08）を放送のため休止。
  - 8月10日は『リオデジャネイロオリンピック2016 卓球 女子シングルズ・準決勝』（21:00 - 翌0:00）を放送のため休止。
  - 8月31日は『プロボクシング ダブル世界タイトルマッチ』（21:00 - 22:48）を放送のため休止。
  - 9月7日は『「超高速!参勤交代 リターンズ」公開直前!! 映画「超高速!参勤交代」』を放送のため、20分拡大し、21:00 - 23:08での放送となった。
  - 9月21日は『宮部みゆきサスペンス「模倣犯」前篇 』（21:00 - 23:18）を放送のため休止。
  - 9月28日は『湊かなえサスペンス「望郷」』（21:00 - 23:08）を放送のため休止。
  - 10月5日は『巨悪は眠らせない 特捜検事の逆襲』（21:00 - 23:18）を放送のため休止。
  - 10月12日は『THEカラオケ★バトル』4時間SP（第1部18:55 - 19:00、第2部19:00 - 22:48）を放送のため休止。
  - 11月9日は『池上彰の日本人が知りたい…世界の大問題!〜アメリカ大統領選ライブ〜』（21:00 - 22:48）を放送のため休止。
  - 11月23日は『THEカラオケ★バトル』4時間SP（第1部18:55 - 19:00、第2部19:00 - 22:48）を放送のため休止。
  - 12月28日は年末ドラマスペシャル『刑事 吉永誠一 ファイナル』（21:00 - 22:50）を放送のため休止。
- 2017年
  - 1月4日は『激録・警察密着24時!!』（第1部18:25 - 19:00・第2部19:00 - 21:54）および『仰天!マル珍ランキング』（21:54 - 22:48）を放送のため休止。
  - 2月15日は『2泊3日で5万円!雪の草津〜奥日光 温泉&グルメ満喫旅』（21:00 - 22:48）を放送のため休止。
  - 3月8日は『ソレダメ!〜あなたの常識は非常識!?〜』（第1部18:55 - 19:00・第2部19:00 - 21:57）および『スノーボード&フリースタイルスキー世界選手権2017』（21:57 - 23:48）を放送のため休止。
  - 3月15日は『THEカラオケ★バトル』4時間SP（第1部18:55 - 19:00、第2部19:00 - 22:48）を放送のため休止。